# Jacob Sprenger

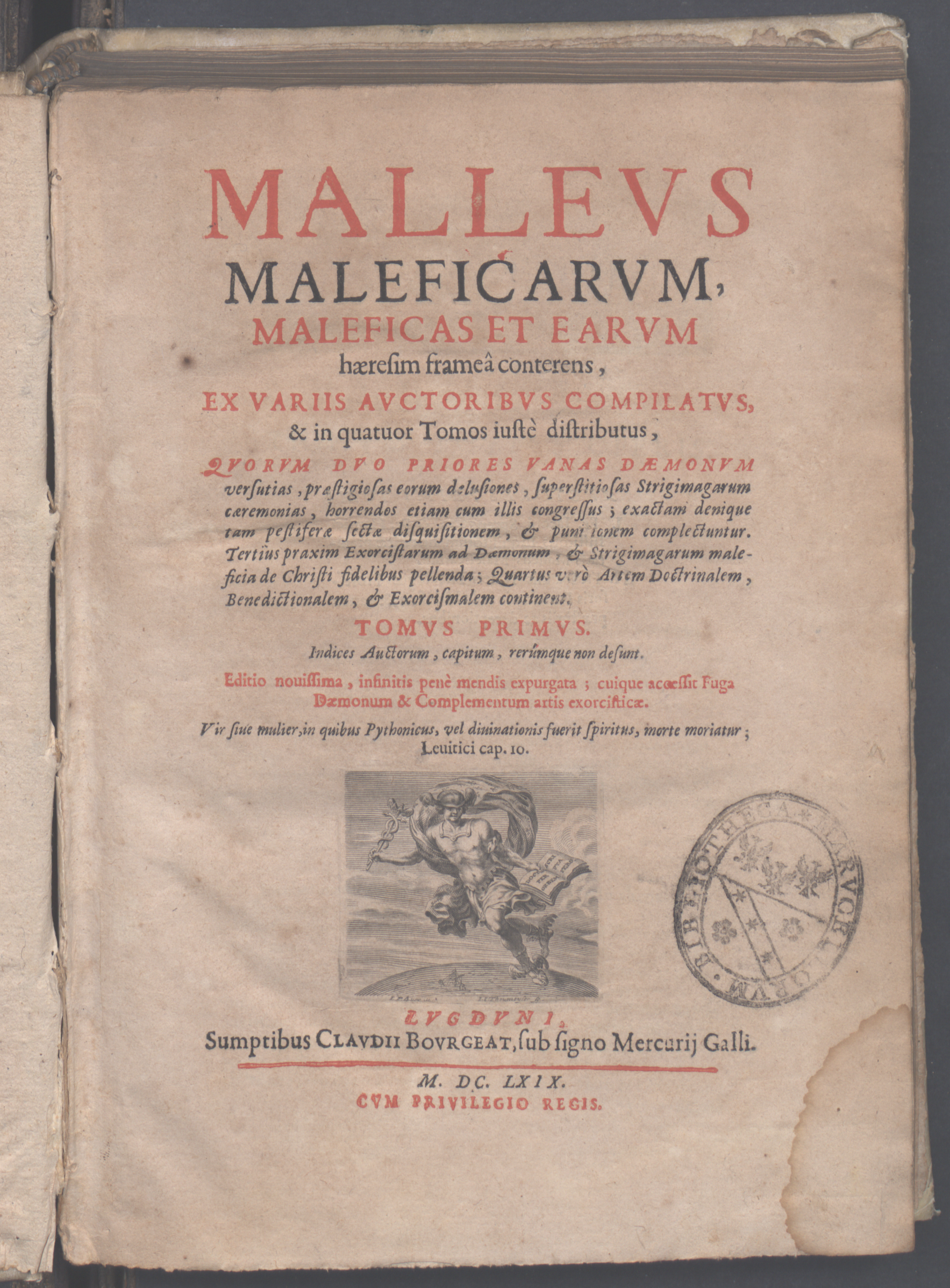
Malleus maleficarum, 1669

Jacob Sprenger (ook James, Jakob, Jacobus, Rheinfelden, 1436/1438 - Straatsburg, 6 december 1495) was een Dominicaanse priester en buitengewoon inquisiteur voor Mainz, Trier en Keulen.
In 1452 werd hij toegelaten als novice in de Dominicaanse Orde in Bazel. Hij ontpopte zich binnen deze orde als een ijverig hervormer. In de lijn van de Dominicanen bepleitte hij overal het rozenkransgebed, en in 1474 richtte hij te Straatsburg een "Broederschap van de Rozenkrans" op.
Hij behaalde zijn graad in theologie en werd in 1480 benoemd tot decaan van de universiteit van Keulen. Zijn leerstoel werd echter opgeheven en het volgende jaar werd hij benoemd tot buitengewoon inquisiteur. Zijn activiteiten in deze positie eisten constante reizen door het zeer uitgebreide district. Er werd gezegd dat zijn vroomheid en geleerdheid grote indruk maakten op iedereen die in contact met hem kwam.
In 1485-1486 werd door Heinrich Kramer de Heksenhamer, een handboek voor de heksenjacht, geschreven. Om dit boek meer bekendheid te geven voegde hij de naam van Jacob Sprenger als mede-auteur hier aan toe.